# پایگاه نیروی هوایی پین
 پایگاه نیروی هوایی پین (به انگلیسی: Paine Air Force Base) یک فرودگاه پایگاه نیروی هوایی است . این فرودگاه در شهر اورت، واشینگتن کشور ایالات متحده آمریکا قرار دارد .